# Хоеи
Хоеи (宝永) је јапанска ера (ненко) која је настала после Генроку и пре Шотоку ере. Временски је трајала од марта 1704. до априла 1711. године и припадала је Едо периоду. Владајући цареви били су Хигашијама и Накамикадо. Као одговор на велики Генроку земљотрес оформљена је нова ера Хоеи чије име значи "просперитетна вечност".

## Важнији догађаји Хоеи ере
- 11. новембар 1707. (Хоеи 4, четрнаести дан десетог месеца): Велики Хоеи земљотрес погађа град Осаку.[3]
- 16. децембар 1707. (Хоеи 4, двадесеттрећи дан једанаестог месеца): Ерупција вулкана Фуџи; угарци и пепео су падали по провинцији Изу, Каи, Сагами и Мусаши.[4]
- 1708. (Хоеи 5): Шогунат уводи нову кованицу у циркулацију. Нови бакрењаци имају на себи утиснуто име ере Хоеи.[5]
- 28. април 1708. (Хоеи 5, осми дан трећег месеца): Избија велики пожар у Кјоту.[5]
- 1708. (Хоеи 5, осми месец): Италијански мисионар Ђовани Сидоти пристаје у Јакушими где је због сакоку политике ухапшен.
- 19. фебруар 1709. (Хоеи 6, десети дан првог месеца): Убијен је шогун Цунајоши. Ножем га је усмртила супруга која се истим недуго затим убила. Разлог за овај чин лежи у чињеници да је њен муж био сексуално заитересован за сина даимјоа провинције Каи и желео је да га усвоји као наследника шогуната. Шогунова супруга, која је била ћерка цара, сматрала је да би овакав избор наследника била лоша одлука која би могла да изазове грађански рат. Када је увидела да су њена убеђивања и савети неуспешни решила је да се жртвује и убије супруга и себе за добробит земље. Међутим једна од спекулација за такав чин можда лежи у разлогу да мрзела дечака и била љубоморна на њега.[5]
- 1709. (Хоеи 6, четврти месец): Цунајошијев нећак, Токугава Ијенобу постаје шести шогун Токугава шогуната.[5]
- 7. август 1709. (Хоеи 6, други дан седмог месеца): Цар абдицира.[5]
- 16. јануар 1710. (Хоеи 6, седамнаести дан дванаестог месеца): Умире Хигашијама.[5]
- 7. јул1710. - 22. март 1711. (Хоеи 7, једанаести дан шестог месеца - Шотоку 1, четврти дан другог месеца): Едо посећује делегација из краљевства Рјукјо која је са 168 људи највећа дипломатска делегација у Едо периоду.[6]

## Галерија
- Врх планине (вулкана) Фуџи и њеновог централног кратера.
- Графика приказа домета пепела услед ерупције вулкана.
- Кратер Хоеи, видљив са десне стране планине Фуџи настао је при ерупцији 1707. године.